# Jekatierina Szychowa
Jekatierina Władimirowna Szychowa (ros. Екатери́на Влади́мировна Ши́хова, ur. 25 czerwca 1985 w Kirowie) – rosyjska panczenistka, brązowa medalistka olimpijska (Soczi 2014), brązowa medalistka mistrzostw świata w łyżwiarstwie szybkim w wieloboju i brązowa medalistka mistrzostw świata na dystansach.
Jej matka brała udział w zimowych igrzyskach olimpijskich, reprezentując ZSRR w łyżwiarstwie szybkim; ojciec jest również panczenistą. Jekatierina Szychowa mieszka i trenuje w Petersburgu. Jest absolwentką Państwowego Uniwersytetu Technologii i Projektowania w Sankt Petersburgu (ros. Санкт–Петербургский государственный университет технологии и дизайна).

## Osiągnięcia sportowe
Jej największym osiągnięciem sportowym jest zdobycie brązowego medalu na Mistrzostwach Świata w Łyżwiarstwie Szybkim w Wieloboju 2013 (wyścig na dystansie 500 m – 39,57, 1500 m – 1:56,31, 3000 m – 4:08,74, 5000 m – 7:16,48; łączny wynik – 163,444 punkty). W 2017 roku wspólnie z Olgą Graf i Natalją Woroniną wywalczyła brązowy medal na dystansowych mistrzostwach świata w Gangneung.
Wielokrotnie zdobywała medale w mistrzostwach Rosji z łyżwiarstwie szybkim w różnych konkurencjach. Jest trzykrotną medalistką mistrzostw Rosji w łyżwiarstwie szybkim w wieloboju (złoto w sezonie 2008/2009, srebro w sezonie 2010/2011, złoto w sezonie 2012/2013), trzykrotną medalistką mistrzostw Rosji w łyżwiarstwie szybkim w sprincie (srebro w sezonie 2003/2004, brąz w sezonie 2005/2006, brąz w sezonie 2012/2013), wielokrotną medalistką mistrzostw Rosji w łyżwiarstwie szybkim na dystansach (17 medali, w tym 10 złotych, na wszystkich dystansach z wyjątkiem 5000 m).
Na XXII Zimowych Igrzyskach Olimpijskich w Soczi (2014) w wyścigu na dystansie 1000 metrów (rozegranym w dniu 13 lutego 2014) zajęła 15. miejsce (1:17:01; strata do liderki: +2,99). Na tych samych igrzyskach wystartowała również w wyścigu na 1500 metrów (10. miejsce) i 3000 metrów (20. miejsce). Ponadto wspólnie z Olgą Graf, Jekatieriną Łobyszewą i Juliją Skokową zdobyła brązowy medal w biegu drużynowym

## Rekordy życiowe
Najlepsze wyniki osiągnięte przez zawodniczkę prezentuje poniższa tabela.
| Dystans     | Czas    | Data       | Miejsce                            |
| ----------- | ------- | ---------- | ---------------------------------- |
| 100 metrów  | 11,12   | 06.12.2008 | Changchun (Chiny)                  |
| 500 metrów  | 38,11   | 25.02.2017 | Calgary (Kanada)                   |
| 1000 metrów | 1:12,46 | 09.03.2019 | Salt Lake City (Stany Zjednoczone) |
| 1500 metrów | 1:50,63 | 10.03.2019 | Salt Lake City (Stany Zjednoczone) |
| 3000 metrów | 4:07,36 | 25.11.2012 | Kołomna (Rosja)                    |
| 5000 metrów | 7:16,48 | 17.11.2013 | Hamar (NOR)                        |